# Amata microspila
Amata microspila là một loài bướm đêm thuộc phân họ Arctiinae, họ Erebidae.